# Colton James
Colton James  (22 februari 1988) is een Amerikaans acteur.
James begon in 1997 als jeugdacteur met acteren in de televisieserie NewsRadio. Hierna speelde hij nog meerdere rollen in televisieseries en films, hij is vooral bekend als Theodore T-Bone in de televisieserie 7th Heaven waar hij in 18 afleveringen speelde (2006-2007).

## Filmografie

### Films
- 2009 Endless Bummer – als Sparky
- 2008 Man Stroke Woman – als diverse karakters
- 2005 Carpool Guy – als Ross
- 2005 The Derby Stallion – als Donald
- 2003 Monster Makers – als Skeeze
- 2002 The Santa Trap – als Marty
- 2001 Thank Heaven – als eerste jongen
- 2001 Extreme Honor – als Jason Brascoe
- 2000 The Cell – als Edward Baines
- 1999 Austin Powers: The Spy Who Shagged Me – als vriendelijke zoon
- 1999 A Memory in My Heart – als Ethan Stewart
- 1998 Emma's Wish – als Danny Bridges
- 1997 House of Frankenstein – als Denny
- 1997 The Lost World: Jurassic Park – als Benjamin

### Televisieseries
Uitgezonderd eenmalige gastrollen.
- 2006-2007 7th Heaven – als Theodore T-Bone – 18 afl.
- 2002 ER – als Mickey – 2 afl.
- 1998-2000 Port Charles – als Neil Kanelos - 200 afl.

- Gemeinsame Normdatei: 1260559858
- International Standard Name Identifier: 0000 0000 7347 3600
- Library of Congress Control Number: no2009191854
- Virtual International Authority File: 103523762
- WorldCat: E39PBJfmhGdbPptTQxQdk6VXBP